# Pinarellu : dunes et étangs de Padulatu et Padulatu Tortu
Pinarellu : dunes et étangs de Padulatu et Padulatu Tortu este o arie protejată (sit de importanță comunitară — SCI) din Franța întinsă pe o suprafață de 133 ha, integral pe uscat.

## Localizare
Centrul sitului Pinarellu : dunes et étangs de Padulatu et Padulatu Tortu este situat la coordonatele 41°39′56″N 9°22′32″E / 41.66556°N 9.37556°E.

## Înființare
Situl Pinarellu : dunes et étangs de Padulatu et Padulatu Tortu a fost declarat arie specială de conservare în baza directivei 92/43 din 1992 referitoare la conservarea habitatelor naturale și a faunei și florei sălbatice pentru a proteja 5 specii de animale.

## Biodiversitate
Situată în ecoregiunea mediteraneană, aria protejată conține 16 habitate naturale: Faleze cu vegetație de Limonium spp. endemic de pe coastele mediteraneene, Salicornia și alte specii anuale care populează regiunile mlăștinoase și nisipoase, Tufărișuri halofile mediteraneene și termo-atlantice (Sarcocornetea fruticosi), Dune de coastă cu Juniperus spp., Lagune de coastă, Dune mobile cu vegetație embrionară, Pășuni mediteraneene udate de apa mării (Juncetalia maritimi), Dune cu tufărișuri sclerofile Cisto-Lavenduletalia, Galerii și tufărișuri riverane sudice (Nerio-Tamaricetea și Securinegion tinctoriae), Dune mobile de-a lungul țărmului cu Ammophila arenaria („dune albe”), Păduri de Quercus suber, Vegetație anuală la limita mareei, Dune cu vegetație ierboasă Malcolmietalia, Dune împădurite cu Pinus pinea și/sau Pinus pinaster, Mlaștini calcaroase cu Cladium mariscus și specii de Caricion davallianae, Dune de pe litoral fixate cu Crucianellion maritimae.
La baza desemnării sitului se află mai multe specii protejate:
- mamifere (1): liliac cu picioare lungi (Myotis capaccinii)
- nevertebrate (1): Papilio hospiton
- pești (1): Aphanius fasciatus
- reptile (2): țestoasa de baltă (Emys orbicularis), țestoasă bănățeană (Testudo hermanni)

Pe lângă speciile protejate, pe teritoriul sitului au mai fost identificate 13 specii de plante, 1 specie de amfibieni, 1 specie de reptile.